# المعلم الأكبر (فلم)
المُعلم الأكبر (بالإنجليزية: The Grandmaster)، هُو فيلم دراما و‌فنون قتالية هونغ كونغي صيني صدر سنة 2013، ويتحدث عن مُعلم الفنون القتالية الصيني ييب مان.

## طاقم التمثيل
- توني لونغ تشيو واي في دور ييب مان.[8]
- زانج زيي في دور غونغ إير.
- سونغ هي كيو في دور تشيونغ وينغ سينغ[الإنجليزية].
- تشن تشانج في دور يكسيانتيان.
- تشاو بنشان في دور دينغ ليانشان.
- تشانغ جين في دور ما سان.
- Yuen Woo-ping في دور Chan Wah-shun.
- شياو شين يانج في دور سانجيانغشوي.
- كونغ لي في دور تيكسيكي.
- Lo Hoi-pang في دور العم دينغ.
- Lau Ga-yung في دور يونغ.
- Bruce Leung
- جوليان تشانغ
- Lo Mang
- Berg Ng

## وصلات خارجية
- المعلم الأكبر على موقع IMDb (الإنجليزية)
- المعلم الأكبر على موقع ميتاكريتيك (الإنجليزية)
- المعلم الأكبر على موقع روتن توميتوز (الإنجليزية)
- المعلم الأكبر على موقع نتفليكس (الإنجليزية)
- المعلم الأكبر على موقع قاعدة بيانات الأفلام العربية
- المعلم الأكبر على موقع ألو سيني (الفرنسية)
- المعلم الأكبر على موقع أول موفي (الإنجليزية)
- المعلم الأكبر على موقع بوكس أوفيس موجو (الإنجليزية)
- المعلم الأكبر على موقع فيلمافينيتي (الإسبانية)
- المعلم الأكبر على موقع قاعدة بيانات الأفلام السويدية (السويدية)